# Loadstar: The Legend of Tully Bodine
Loadstar: The Legend of Tully Bodine est un jeu vidéo d'action et de tir à la première personne sorti en 1994 et fonctionne sur Mega-CD et DOS. Le jeu a été développé et édité par Rocket Science Games.

## Développement
L'entrepreneur Elon Musk, à l'époque employé de Rocket Science Games, a travaillé comme programmeur sur Loadstar et fait partie de l'équipe « Ground Control ».